# Ластун (струмок)
Ластун — струмок в Україні, у Верховинському районі Івано-Франківської області, лівий доплив Чорного Черемоша (басейн Дунаю).

## Опис
Довжина струмка приблизно 5 км. Формується з багатьох безіменних струмків.

## Розташування
Бере початок на північному заході від гори Пуруль. Тече переважно на північний схід і впадає у річку Чорний Черемош.